# Hussein Saeed
Hussein Saeed Mohammed Al-Ubaidi (en árabe: حسين سعيد محمد العبيدي‎; Al Adhamiya, Bagdad, 21 de enero de 1958) es un exfutbolista iraquí que jugó como delantero para el club Al-Talaba SC iraquí de la Premier League y el equipo nacional iraquí y es un expresidente de la Asociación de Fútbol de Irak. Junto con Ahmed Radhi, se lo considera el mejor jugador iraquí del siglo XX y ocupa el lugar 25 en la lista de Mejores Jugadores del Siglo de Asia. El 24 de abril de 1987, Saeed rompió el récord de Falah Hassan y se convirtió en el jugador iraquí con más partidos con 110 partidos. Hussein es actualmente el jugador con más goles marcados para la selección nacional iraquí con 78 goles.

## Carrera
Saeed comenzó su carrera en el fútbol profesional a la edad de 17 años, cuando se unió al equipo nacional de fútbol de Irak y ganó la medalla de oro de los Juegos de Escuelas Árabes de 1975. En 1975, se unió a Al-Talaba donde pasó los 14 años de su carrera, logrando tres títulos de liga y obteniendo el máximo goleador de la liga en tres temporadas. Ganó dos Campeonatos Sub-19 de la AFC, dos Copas del Golfo de Arabia, donde fue el máximo goleador de ambas ocasiones y el mejor jugador de una, una Copa del Mundo Militar y una medalla de oro en los Juegos Asiáticos.

## Clubes
| Club         | País | Año       | Goles |
| ------------ | ---- | --------- | ----- |
| Al-Talaba SC | Irak | 1975-1990 | 122   |

## Selección
Ha sido internacional con la selección de fútbol de Irak en 137 ocasiones y anotó en 78 ocasiones. Además, fue parte del plantel iraquí que participó en la Copa del Mundo de México 1986.